# James Gascoyne-Cecil, IV marchese di Salisbury
James Edward Hubert Gascoyne-Cecil, IV marchese di Salisbury (Londra, 23 ottobre 1861 – Londra, 4 aprile 1947), è stato un nobile e politico inglese.

## Biografia

### Infanzia ed educazione

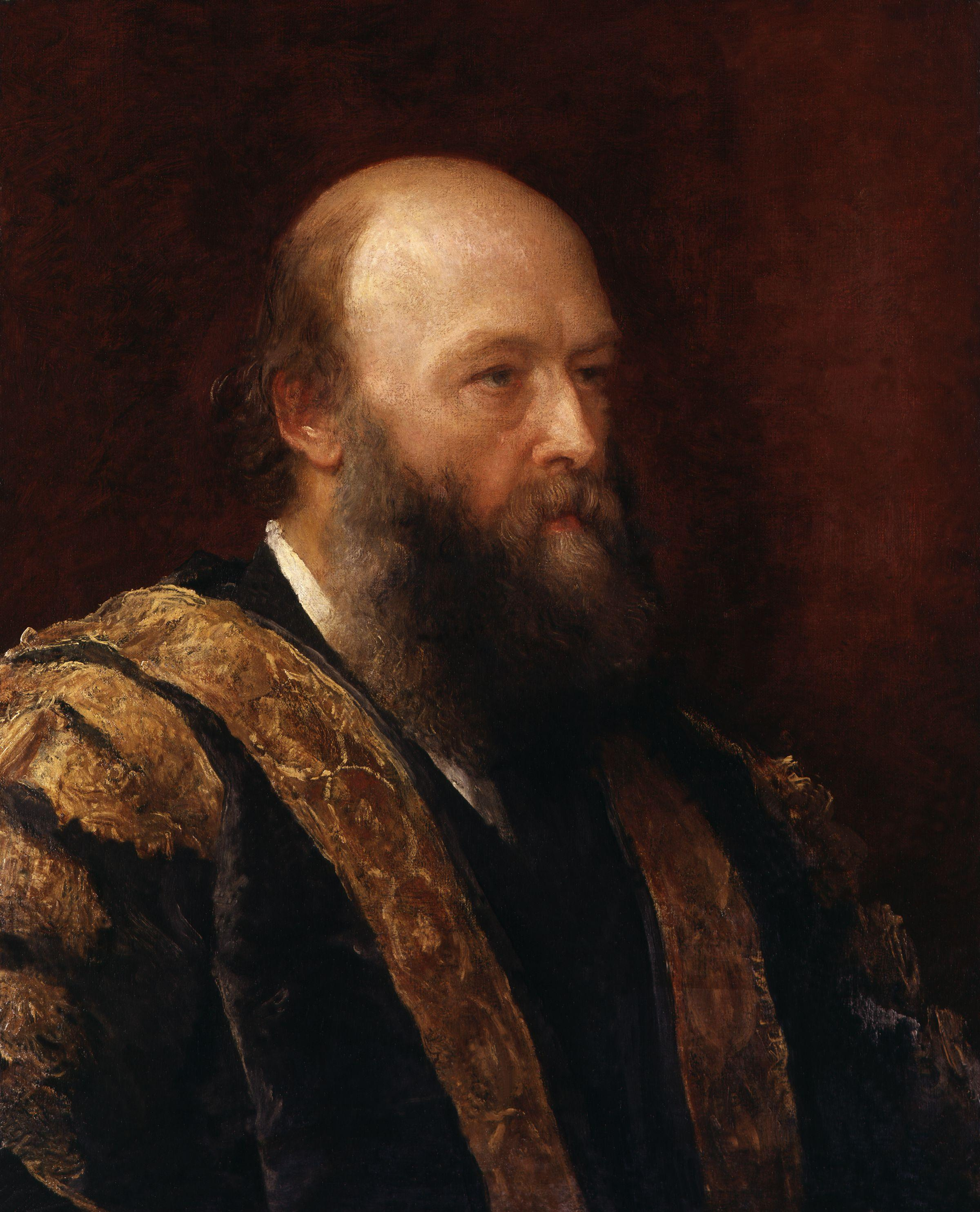
Robert Gascoyne-Cecil, III marchese di Salisbury in un ritratto di George Frederic Watts

Era il figlio di Robert Gascoyne-Cecil, III marchese di Salisbury, e di sua moglie, Georgina Alderson. Studiò a Eton College e a University College, Oxford.

### Matrimonio

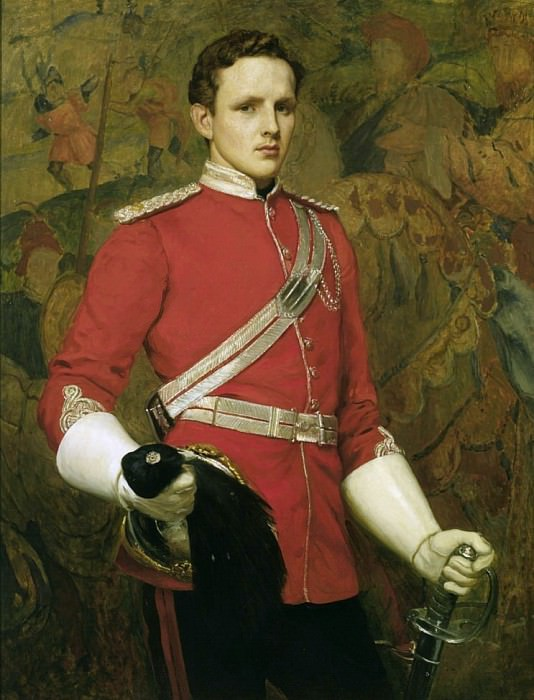
James Gascoyne-Cecil, IV marchese di Salisbury ritratto da William Blake Richmond nel 1882

Sposò, il 17 maggio 1887, Lady Cicely Gore (1867-5 febbraio 1955), seconda figlia di Arthur Gore, V conte di Arran. Ebbero quattro figli.

### Carriera politica

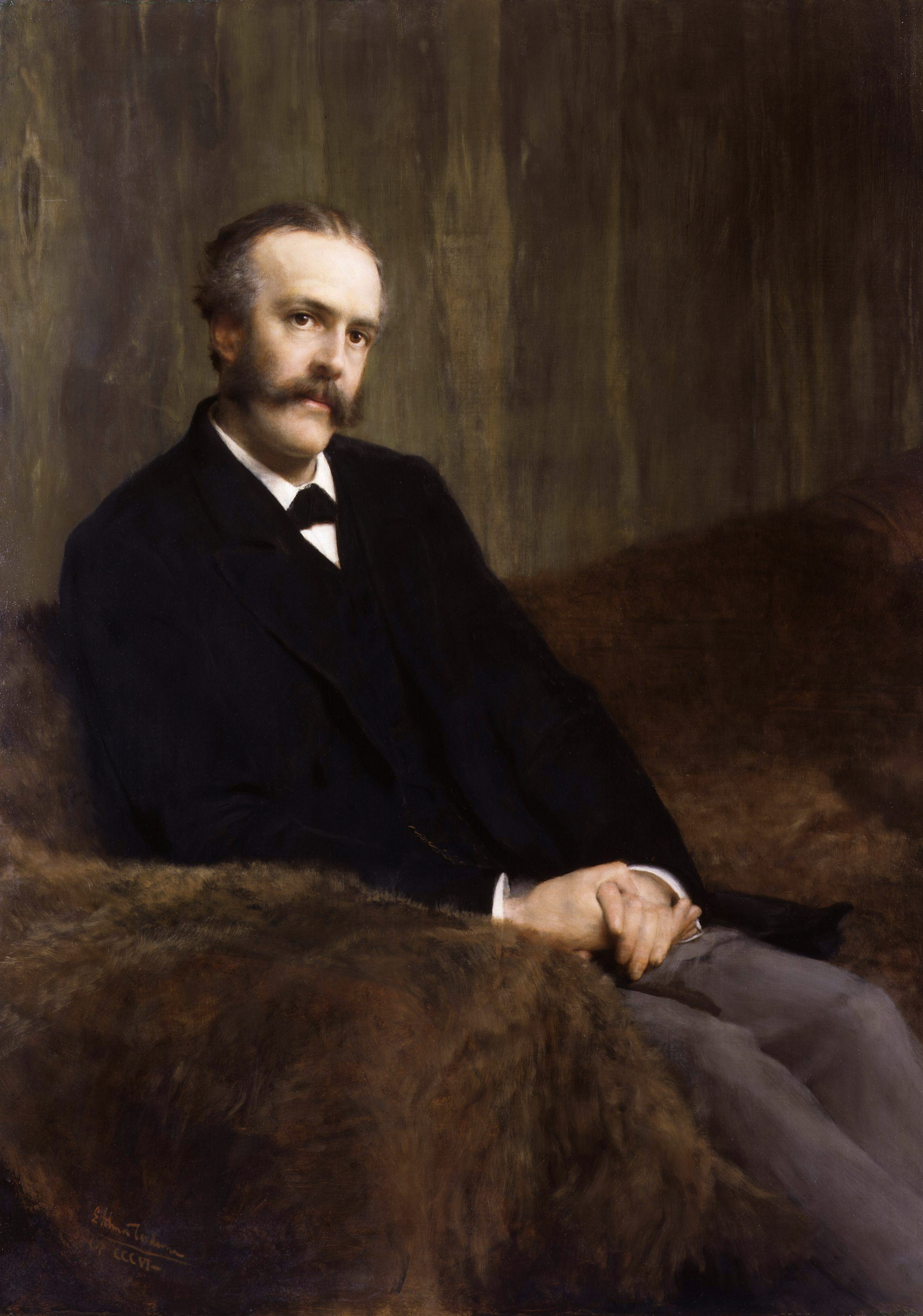
Arthur Balfour in un ritratto di Lawrence Alma-Tadema

Lord Salisbury è stato deputato per Darwen (1885-1892) e per Rochester (1893-1903), quando successe al padre ed è entrato nella Camera dei lord. Ha servito sotto il padre e poi il cugino Arthur Balfour come Sottosegretario di Stato per gli Affari Esteri (1900-1903) e come Lord del Sigillo Privato (1903-1905) e come Presidente del Board of Trade nel 1905. Nel 1903 divenne membro del Consiglio privato. Nel dicembre 1908 è stato nominato vice tenente di Hertfordshire.

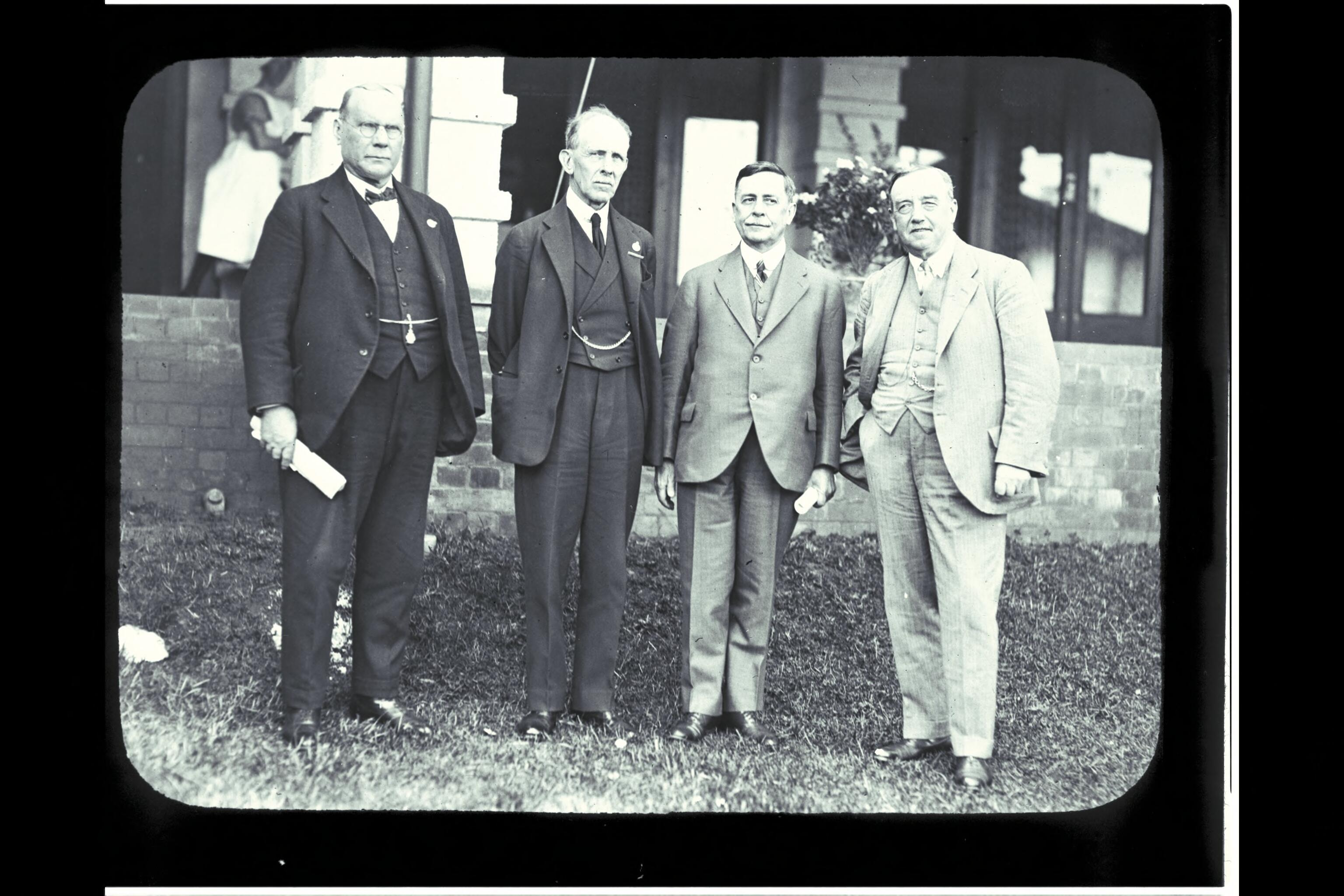
Partecipanti a una riunione dell'Associazione parlamentare dell'Impero britannico in Australia nell'ottobre 1926. Da sinistra a destra: John Newlands, presidente del Senato australiano; Lord Salisbury, leader della Camera dei lord; Littleton Groom, presidente della Camera dei rappresentanti australiana; Arthur Henderson, whip del Partito laburista britannico.

Tornò al governo nel 1920 e servì sotto Andrew Bonar Law e Stanley Baldwin come Cancelliere del Ducato di Lancaster (1922-1923), come Lord Presidente del Consiglio (1922-1924), come Lord del Sigillo Privato (1924-1929) e come Leader della Camera dei lord (1925-1929). Ha rassegnato le dimissioni da leader dei conservatori nel giugno 1931 e divenne un sostenitore della campagna contro la legislazione combattuta nella Camera dei Comuni da Winston Churchill.
È stato anche Lord High Steward alla incoronazione di Giorgio VI nel 1937.
Ha combattuto nella guerra boera. Ha ricoperto la carica di aiutante di campo di Edoardo VII (1903-1910).

### Morte

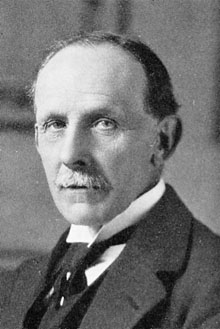
Lord James in tarda età

Morì il 4 aprile 1947, all'età di 85 anni.

## Discendenza
Dal matrimonio tra Lord Salisbury e Lady Cicely Gore nacquero:
- Lady Beatrice Edith Mildred (1891-1980), sposò William Ormsby-Gore, IV barone Harlech, ebbero sei figli;
- Robert Gascoyne-Cecil, V marchese di Salisbury (1893-1972);
- Lady Mary Alice (1895-1988), sposò Edward Cavendish, X duca di Devonshire, ebbero cinque figli;
- Lord Edward Christian David (1902-1986), sposò Rachel MacCarthy, ebbero tre figli.

## Ascendenza
|                                                  |                 |                           | Genitori                             |  |  | Nonni |  |  | Bisnonni                             |  |  | Trisnonni                          |  |
|                                                  |                 |                           |                                      |  |  |       |  |  | James Cecil, I marchese di Salisbury |  |  | James Cecil, VI conte di Salisbury |  |
|                                                  |                 |                           |                                      |  |  |       |  |  | James Cecil, I marchese di Salisbury |  |  | James Cecil, VI conte di Salisbury |  |
|                                                  |                 | Elizabeth Keet            |                                      |  |  |       |  |  | James Cecil, I marchese di Salisbury |  |  |                                    |  |
| James Gascoyne-Cecil, II marchese di Salisbury   |                 |                           |                                      |  |  |       |  |  | James Cecil, I marchese di Salisbury |  |  |                                    |  |
|                                                  |                 | Mary Emily Hill           | Wills Hill, I marchese del Downshire |  |  |       |  |  |                                      |  |  |                                    |  |
|                                                  |                 | Mary Emily Hill           | Wills Hill, I marchese del Downshire |  |  |       |  |  |                                      |  |  |                                    |  |
|                                                  |                 | Mary Emily Hill           | Margaretta FitzGerald                |  |  |       |  |  |                                      |  |  |                                    |  |
| Robert Gascoyne-Cecil, III marchese di Salisbury |                 | Mary Emily Hill           |                                      |  |  |       |  |  |                                      |  |  |                                    |  |
|                                                  |                 | Bamber Gascoyne           | Bamber Gascoyne                      |  |  |       |  |  |                                      |  |  |                                    |  |
|                                                  |                 | Bamber Gascoyne           | Bamber Gascoyne                      |  |  |       |  |  |                                      |  |  |                                    |  |
|                                                  |                 | Bamber Gascoyne           | Mary Greene                          |  |  |       |  |  |                                      |  |  |                                    |  |
| Frances Gascoyne                                 |                 | Bamber Gascoyne           |                                      |  |  |       |  |  |                                      |  |  |                                    |  |
|                                                  |                 | Sarah Price               | Chase Price                          |  |  |       |  |  |                                      |  |  |                                    |  |
|                                                  |                 | Sarah Price               | Chase Price                          |  |  |       |  |  |                                      |  |  |                                    |  |
|                                                  |                 | Sarah Price               | Susan Glanvile                       |  |  |       |  |  |                                      |  |  |                                    |  |
| James Gascoyne-Cecil, IV marchese di Salisbury   |                 | Sarah Price               |                                      |  |  |       |  |  |                                      |  |  |                                    |  |
|                                                  | Robert Alderson | James Alderson            |                                      |  |  |       |  |  |                                      |  |  |                                    |  |
|                                                  | Robert Alderson | James Alderson            |                                      |  |  |       |  |  |                                      |  |  |                                    |  |
|                                                  | Robert Alderson | Judith Mewse              |                                      |  |  |       |  |  |                                      |  |  |                                    |  |
| Edward Hall Alderson, barone Alderson            | Robert Alderson |                           |                                      |  |  |       |  |  |                                      |  |  |                                    |  |
|                                                  |                 | Elizabeth Hurry           | Samuel Hurry                         |  |  |       |  |  |                                      |  |  |                                    |  |
|                                                  |                 | Elizabeth Hurry           | Samuel Hurry                         |  |  |       |  |  |                                      |  |  |                                    |  |
|                                                  |                 | Elizabeth Hurry           | Isabella Hall                        |  |  |       |  |  |                                      |  |  |                                    |  |
| Georgina Alderson                                |                 | Elizabeth Hurry           |                                      |  |  |       |  |  |                                      |  |  |                                    |  |
|                                                  |                 | Edward Drewe              | Francis Drewe                        |  |  |       |  |  |                                      |  |  |                                    |  |
|                                                  |                 | Edward Drewe              | Francis Drewe                        |  |  |       |  |  |                                      |  |  |                                    |  |
|                                                  |                 | Edward Drewe              | Caroline Allen                       |  |  |       |  |  |                                      |  |  |                                    |  |
| Georgina Drewe                                   |                 | Edward Drewe              |                                      |  |  |       |  |  |                                      |  |  |                                    |  |
|                                                  |                 | Antionette Caroline Allen | John Bartlett Allen                  |  |  |       |  |  |                                      |  |  |                                    |  |
|                                                  |                 | Antionette Caroline Allen | John Bartlett Allen                  |  |  |       |  |  |                                      |  |  |                                    |  |
|                                                  |                 | Antionette Caroline Allen | Elizabeth Hensleigh                  |  |  |       |  |  |                                      |  |  |                                    |  |
|                                                  |                 | Antionette Caroline Allen |                                      |  |  |       |  |  |                                      |  |  |                                    |  |